# Sun Li
Sun Li (Hongkong, 1980) is een Nederlands schrijver van non-fictie, toneelstukken en een roman.

## Biografie
Sun Li werd geboren in Hongkong in 1980. Haar ouders kwamen datzelfde jaar met hun vijf kinderen naar Nederland. Ze groeide met drie zussen en een broer op in Friesland, waar haar ouders een Chinees-Indisch restaurant hadden. Ze studeerde aan de Rijksuniversiteit Groningen en aan de Universiteit van Durham.
Haar debuut, De zoetzure smaak van dromen - Het familieverhaal achter een Chinees restaurant (2016), gaat over de geschiedenis van haar gezin. Samen met Jean Kwok werd ze in 2017 geïnterviewd bij het International Literature Festival Utrecht (ILFU).
Ze was de hoofdauteur van het kinderboek Bedtijdverhalen voor rebelse meisjes - 100 bijzondere Nederlandse vrouwen (2021). Samen met Danny Lee, zijn vader Ka Fai Lee (eigenaar van restaurant Fook Sing in Amsterdam-Oost) en filmregisseur Yan Ting Yuen schreef ze het boek Chin. Ind. Rest. kookboek - De levens en keukens voor en achter het doorgeefluik (2023), een boek over de geschiedenis van Nederlandse Chinees-Indische restaurants, met recepten. Dit boek werd bekroond met de Gouden Kookboek-prijs van Stichting CPNB en Food and Friends. Over datzelfde onderwerp schreef ze, samen met Tjyying Liu, de tekst voor het toneelstuk Happy in Holland (2024), geregisseerd door Char Li Chung.
Haar eerste roman, Kom maar liggen, werd uitgebracht door Uitgeverij Van Oorschot in november 2024. Hoofdpersoon in de roman is Bie Chan, die met haar ouders en broer uit China naar Nederland is geëmigreerd toen zij nog heel jong was. Door hard studeren en werken en door haar relatie met de geprivilegieerde Alex maakt ze een maatschappelijke sprong vanuit armoede en achterstand naar een succesvol leven in luxe, maar ze heeft te maken met racistische microagressies, wat haar mentaal uitput. Over de roman schreef André Keikes in Tzum: "Sun Li schetst in haar mooi terughoudend en soms heel inventief geformuleerde roman hoe precair die op het eerste oog zo gelukte maatschappelijke sprong is", en Koen Eykhout in De Limburger: "Kom maar liggen is geestig (...) en spannend bovendien. En hoofdpersoon Bie vergeet je nooit meer."
Char Li Chung regisseerde ook het theaterstuk Madame Butterfly, dat Li schreef samen met Vera Morina en dat in maart 2025 werd opgevoerd door Theater Oostpool. Het stuk gaat over de opera Madama Butterfly uit 1904 van Giacomo Puccini, waar een stereotiepe representatie van Aziatische vrouwen uit naar voren kwam, dat veel invloed had op de publieke opinie.

## Voetnoten
- Nederlandse Thesaurus van Auteursnamen: 406614784
- Virtual International Authority File: 26147481511649241987